# Проспект Победы (Пхеньян)
Проспект Победы (кор. 승리거리, Сынни-гори), ранее «Сталинская улица» (쓰딸린거리, Ссытталлин-гори) — бульвар в столице КНДР — Пхеньяне.
Проходит вдоль западного берега реки Тэдонган.
На улице находится Мемориальный музей Антияпонской Вооруженной борьбы маршала Ким Ир Сена.
В 1960 году почтовое ведомство КНДР выпустило почтовую марку с изображением улицы.